# NGC 3874
NGC 3874 est une paire d'étoiles située dans la constellation de la Vierge. L'astronome germano-britannique William Herschel a enregistré la position de cette paire d'étoiles 15 avril 1784 .